# تجسم مثالی

تجسم مثالی (Docetism)
تجسم مثالی (به انگلیسی: Docetism) مسیح‌شناسی قرآنی، بر نظریهٔ تجسم مثالی گنوسی‌ها مبتنی است.
و طبق آیات قرآن این عیسی نبود که مصلوب شد، بلکه امر بر آنان مشتبه شد.

## کشته نشدن عیسی در قرآن
در سوره نسا در قرآن، به صراحت آمده است که عیسی را نکشتند.
و گفتارشان که ما مسیح عیسی بن مریم پیامبر خدا را کشتیم در حالی که نه او را کشتند و نه به دار آویختند، لکن امر بر آن‌ها مشتبه شد و کسانی که در مورد (قتل) او اختلاف کردند، از آن در شک هستند و علم به آن ندارند و تنها از گمان پیروی می‌کنند و قطعاً او را نکشتند، بلکه خدا او را به سوی خود برد و خداوند توانا و حکیم است.